# 肩固め

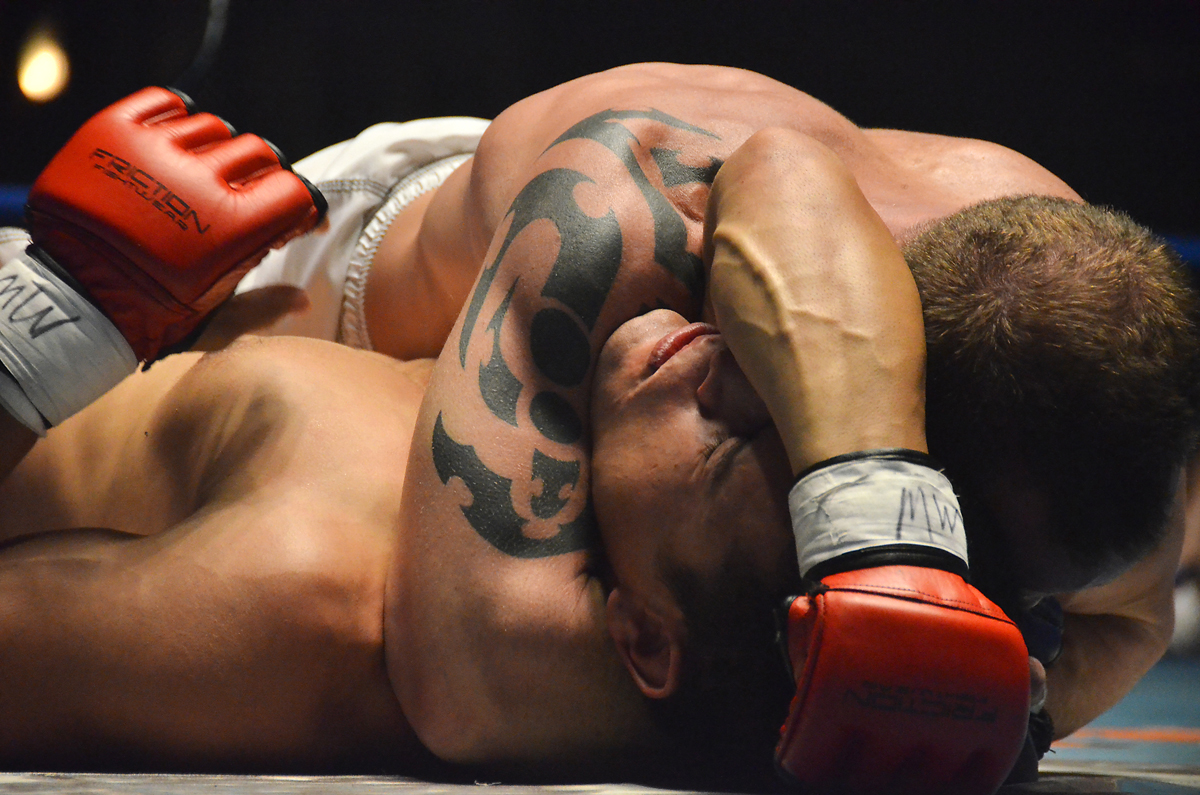
アマMMAにおける肩固め。

絞技としての肩固め。

肩固め（かたがため）は、柔道で使用される袈裟固系の抑込技である。絞技腕三角絞め（英：アーム・トライアングル・チョーク <Arm Triangle Choke> ）の一種でもある。講道館や国際柔道連盟 (IJF) での正式名は肩固。IJF略号がKAG。

## 概要
基本形としては上になった状態で、相手の首と上方に上げさせた、または、横方向へ伸ばさせて片腕を腋の下から、襷の様にして自分の両腕で捕らえ両掌を合せ組み、肩ごと床に固めることで抑え込みが成立する。相手の右から抑える場合は右膝を折り左脚を左斜め横に伸ばして足裏を地につけて抑える。別名本肩固（ほんかたがため）、四方固系肩固（しほうがためけいかたがため）。
また、その状態から圧力を加えることで絞技ともなるが、それも慣習的に講道館では「肩固」と呼ぶ。したがって、他の抑込技と異なり受がハーフガードを取った状態でも柔道の決り技名として使用されることがある。
相手を寝かせた状態から上からサイドポジション体勢をとり、相手の片腕と頭を抱え込む様にして腕をクラッチして抑え込む。自分の頭は相手が起き上がって抜け出すのを防ぐために相手に当てるのだが、頚動脈を絞めるのは両腕の力のみで行う人もいるが、本来は腕を梃子利用して相手を絞める技である。マウントポジションから抑え込んだ場合は縦四方固の肩固併用縦四方固となる。この技は柔道では縦四方固に分類されるが他の格闘技では肩固めあつかいが多い。
三角絞同様に類型的な柔道の技ではあるが、ブラジリアン柔術でも頻繁に使われる。アーム・トライアングル・チョークの一種なのでブラジリアン柔術では国際ブラジリアン柔術連盟、国際柔術連盟ともにティーン (U16) 以下では禁止技である。
MMAでは、カーウソン門下のムリーロ・ブスタマンチ、マリオ・スペーヒー、アントニオ・ホドリゴ・ノゲイラ、ビトー・シャオリン・ヒベイロなどが極め技として披露してきた。
アナコンダ・チョーク、ダースチョークと並びアーム・トライアングル・チョークの一種である。

## 変化

### 崩肩固
崩肩固（くずれかたがため）は両脚の形を袈裟固の様にしたり、両手の組み方を自身の手首を掴んだり、着衣の場合は、自身の襟を掴んでその片腕のみで受の頭部と片腕を抱える肩固。

#### 袈裟固系肩固
袈裟固系肩固（けさがためけいかたがため）は両脚の形を袈裟固の様に相手の頭上側に流しての崩肩固。

### 絞肩固
絞肩固（しめかたがため）は両腕の組み方がフィギュア4の肩固。受の右側に付き右腕で受の頭部と右腕を抱え取の左肘裏を掴んで抑える。本肩固より絞めの威力は強い。

### 肩固絞
肩固絞（かたかためじめ）は絞技としての肩固。攻め手の腕で片側の頚動脈を、押し付けられた受け手自身の肩で反対側の頚動脈を同時に絞める絞技である。基本的な構造は三角絞とほぼ同じで、脚で行う三角絞に対して腕で行う三角絞のような絞技である。

## 連絡技
スタンディング式肩固からの連絡。
- コウジクラッチ
- プルマ・ブランカ